# Eirik Glambek Bøe
Eirik Glambek Bøe (Bergen, 25 ottobre 1975) è un musicista norvegese.
Eirik è un musicista e cantante noto per aver fatto parte di diverse band norvegesi: prima degli Skog con Erlend Øye, poi nel duo Kings of Convenience e anche della band Kommode. Nelle esibizioni live si esibisce suonando la chitarra, spesso classica o acustica, e cantando.
Ha studiato psicologia presso l'università di Bergen, sua città di nascita. È un rappresentante del New acoustic movement per i suoi lavori realizzati con i Kings of Convenience
Nonostante la sua lingua madre sia il norvegese la maggior parte dei testi scritti da lui sono in lingua inglese. 
Fonda negli anni 90' la band Skog insieme con Erlend Øye. Assieme nel 1998 fondano il duo Kings of Convenience che pubblica il primo album Quiet is the New Loud solo nel 2001. Il singolo "Toxic Girl" ha portato la musica di Bøe all'attenzione di un pubblico più vasto e ha ricevuto diverse critiche positive per la qualità dell'arrangiamento e l'elegante semplicità del brano. Nel 2004 i Kings of Convenience realizzano l'album Riot on an Empty Street che viene seguito da un tour europeo e nel Nord America nel 2005.
Nel 2006 Eirik supporta il progetto di Øye nella band The Whitest Boy Alive partecipando ad alcune date del loro tour in scandinavia con la band Kommode. Nella formazione dei Kommode ci sono tutti i membri della sua vecchia band Skog fatta eccezione per Erlend Øye.
Nell'ottobre 2009 i Kings of Convenience pubblicano il terzo album, Declaration of Dependence.
Nel 2017 la band Kommode pubblica, dopo molti anni di inattività, il singolo Fight or Flight or Dance All Night seguito dopo poche settimane dal brano Captain of your Sinking Ship e annuncia la pubblicazione di un album in studio della formazione.
Nell'agosto 2017 la band Kommode pubblica l'album Analog Dance Music, contenente 10 brani inediti.

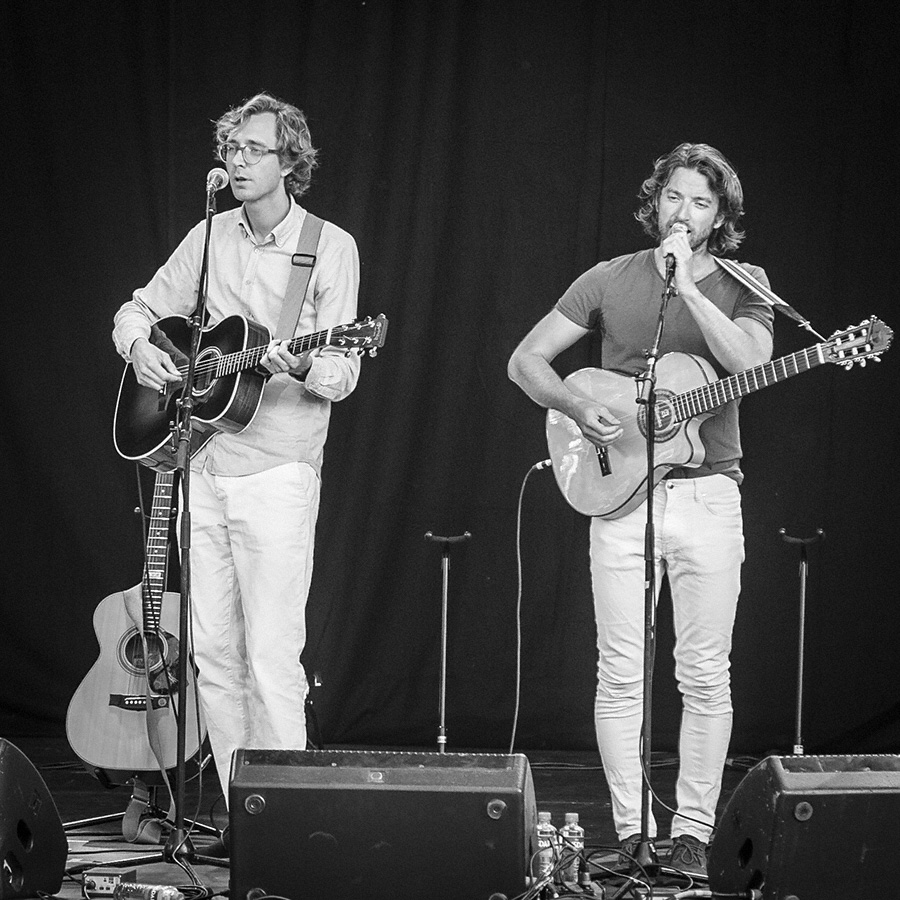
Eirik (a destra) suona assieme a Erlend Øye (a sinistra)